# David Gauke
David Michael Gauke (Ipswich, 8 oktober 1971) is een Brits politicus. Hij was lid van het Lagerhuis voor het kiesdistrict South West Hertfordshire van mei 2005 tot 12 december 2019. Van 8 januari 2018 tot 24 juli 2019 was hij minister van Justitie van het Verenigd Koninkrijk onder Theresa May. Tussen 2010 en zijn aanstelling onder Theresa May bekleedde hij meerdere posten op het departement Financiën.
Tot en met 3 september 2019 was hij een parlementslid voor de Conservative Party. Op die dag behoorde Gauke tot de 21 conservatieve parlementsleden wier lidmaatschap van die partij werd opgeschort, omdat ze met de oppositie hadden meegestemd tijdens de stemming over een motie die het pad moest effenen naar een verder uitstel van de Brexit, indien er op 31 oktober 2019 geen akkoord over de uittreding tot stand was gekomen met de Europese Unie.
Gauke stelde zich als onafhankelijk (niet partijgebonden) kandidaat verkiesbaar voor de Lagerhuisverkiezingen van 12 december 2019 maar werd niet herkozen.